# The Dupe (film 1916 Balboa)
The Dupe è un cortometraggio muto del 1916. Il nome del regista non viene riportato nei credit del film.

## Produzione
Il film fu prodotto dalla Knickerbocker Star Features (Balboa Amusement Producing Company). Venne girato in California a Long Beach.

## Distribuzione
Distribuito dalla General Film Company, il film - un cortometraggio in tre bobine - uscì nelle sale cinematografiche statunitensi il 14 luglio 1916.